# Дриовуно
Вижте пояснителната страница за други значения на Дряново.
Дриовуно или Дряново (на гръцки: Δρυόβουνο, Дриовуно, катаревуса: Δρυόβουνον, Дриовунон, до 1927 година Δρυάνοβο, Дряново), е село в Република Гърция, дем Горуша (Войо) в област Западна Македония.

## География
Селото е разположено на 800 m надморска височина, на левия бряг на река Бистрица (Алиакмонас) в западното подножие на планината Синяк (Синяцико) югоизточно от Костур и северозападно от Сятища.

## История
Църквата „Свето Преображение Господне“ датира от 1101 година. Стенописите в нея са от 1458 година, а в нартекса – от 1805 година. Църквата „Свети Мина“ е от 1509 година.

### В Османската империя
В Завордската кондика от XVI век е споменато като Тряново (Τριάνοβον). Селото е споменато като Дряново (Δριάνοβο) в Зосимовата кондика (XVII - XVIII век).
Васил Кънчов в своята „Македония. Етнография и статистика“ от 1900 година показва Дряново като село в Костурската каза с 240 българи и 100 гърци, което може би е Дряново.
На Етнографската карта на Битолския вилает на Картографския институт в София от 1901 година Дреново е чисто гръцко село в Костурската каза на Корчанския санджак с 30 къщи.
Според статистика на Серфидженския санджак на гръцкото консулство в Еласона от 1904 година в Дряновон - Дреновон (Δρυάνοβον - Δρένοβον), Населишка каза, живеят 500 гърци елинофони християни.
В началото на XX век селото е под върховенството на Цариградската патриаршия. Според секретаря на Българската екзархия Димитър Мишев („La Macédoine et sa Population Chrétienne“) в Дреново живеят 155 гърци патриаршисти, като данните също могат да се отнасят за другото Дряново.

### В Гърция
През Балканската война в 1912 година в селото влизат гръцки части и след Междусъюзническата в 1913 година Дряново остава в Гърция. В 1927 година името на селото е сменено на Дриовунон.
Населението традиционно произвежда жито, тютюн, картофи и други земеделски продукти, като се занимава и със скотовъдство.
| Име       | Име           | Ново име        | Ново име        | Описание                                              |
| --------- | ------------- | --------------- | --------------- | ----------------------------------------------------- |
| Царика    | Τσαρίκα       | Ипсома Василица | Ύψωμα Βασίλιτσα | местност на ЮЗ от Дриовуно                            |
| Куцуфляни | Κουτσούφλιανη | Дросери         | Δροσερή         | местност на ЮЗ от Дриовуно, по левия бряг на Бистрица |
| Хамболия  | Χάμπολια      | Рахула          | Ραχούλα         |                                                       |
| Домовища  | Ντουβαμίστι   | Агия Параскеви  | Άγία Παρασκευή  | бивше село на ЮИ от Дриовуно                          |
| Бара      | Μπάρα         | Дексамени       | Δεξαμενή        |                                                       |

| Година    | 1913 | 1920 | 1928 | 1940 | 1951 | 1961 | 1971 | 1981 | 1991 | 2001 | 2011 | 2021 |
| --------- | ---- | ---- | ---- | ---- | ---- | ---- | ---- | ---- | ---- | ---- | ---- | ---- |
| Население | 666  | 546  | 650  | 740  | 656  | 717  | 537  | 510  | 531  | 402  | 251  | 211  |